# Charles Hardinge (2e vicomte Hardinge)
Charles Stewart Hardinge, 2e vicomte Hardinge (2 septembre 1822 - 28 juillet 1894), est un homme politique conservateur britannique.

## Biographie
Il est le fils du maréchal Henry Hardinge, 1er vicomte Hardinge, et d'Emily Jane, fille de Robert Stewart (1er marquis de Londonderry). Il est élu député de Downpatrick en 1851, siège qu'il occupe jusqu'en 1856, date à laquelle il succède à son père dans la vicomté et entre à la Chambre des lords. Il occupe le poste de Sous-secrétaire d'État à la guerre de mars 1858 à mars 1859 dans le deuxième ministère Derby-Disraeli.
Il est nommé major de la Kent Militia Artillery lors de sa formation en 1853, et l'unité est affectée à la défense intérieure pendant la guerre de Crimée.
Lord Hardinge épouse Lavinia, fille de George Bingham (3e comte de Lucan), en 1856. Ils ont cinq fils et trois filles. Leur deuxième fils, Charles est élevé à la pairie en tant que baron Hardinge de Penshurst en 1910. Lady Hardinge est décédée en septembre 1864, peu de temps après la naissance de son plus jeune enfant. Lord Hardinge reste veuf jusqu'à sa mort en juillet 1894, à l'âge de 71 ans. Son fils aîné, Henry, lui succède.
Hardinge écrit la biographie de son père, Henry Hardinge en 1891 pour la série Rulers of India.